# Grau del Traver
El Grau del Traver, o Grauet del Traver, és un pas de corriol de muntanya situat a 725 m d'altitud al terme municipal de Sant Quirze Safaja, al Moianès.
Està situat a la mateixa cinglera dels Cingles de Bertí, al nord-est de les Costes del Traver, al sud-est de Cal Mestret i al sud-oest de Puiggiró. És a prop i a ponent del Grau Mercader.